# 华南理工大学
华南理工大学（英語：South China University of Technology），简称华工，是一所直属中华人民共和国教育部的公立综合性研究型大学，位于广东省广州市，拥有五山、大学城和广州国际三个校区。
华南理工大学是中华人民共和国顶尖高校之一，为“双一流”建设高校和广东省高水平大学。华工的历史可追溯至1918年成立的广东省立第一甲种工业学校，正式组建于1952年11月中国高校院系调整时期，时名“华南工学院”，是当时中国“四大工学院”之一，1988年1月改为现名。华工亦入列全国重点大学、“985工程”和“211工程”的名单中，也是現時13所廣東省高水平大學之一。
目前，华工拥有全日制在校学生46,079人、专任教师3,272人，分布在世界各地的毕业生超56万人；二级院系35个，学科涵盖工、理、管、文、经、法、艺、农、医、教，尤以工科见长；国家级科研平台28个，部省级科研平台208个，科研实力位居全国和广东省前列。学校提出在2050年全面建成世界一流大学。

## 历史

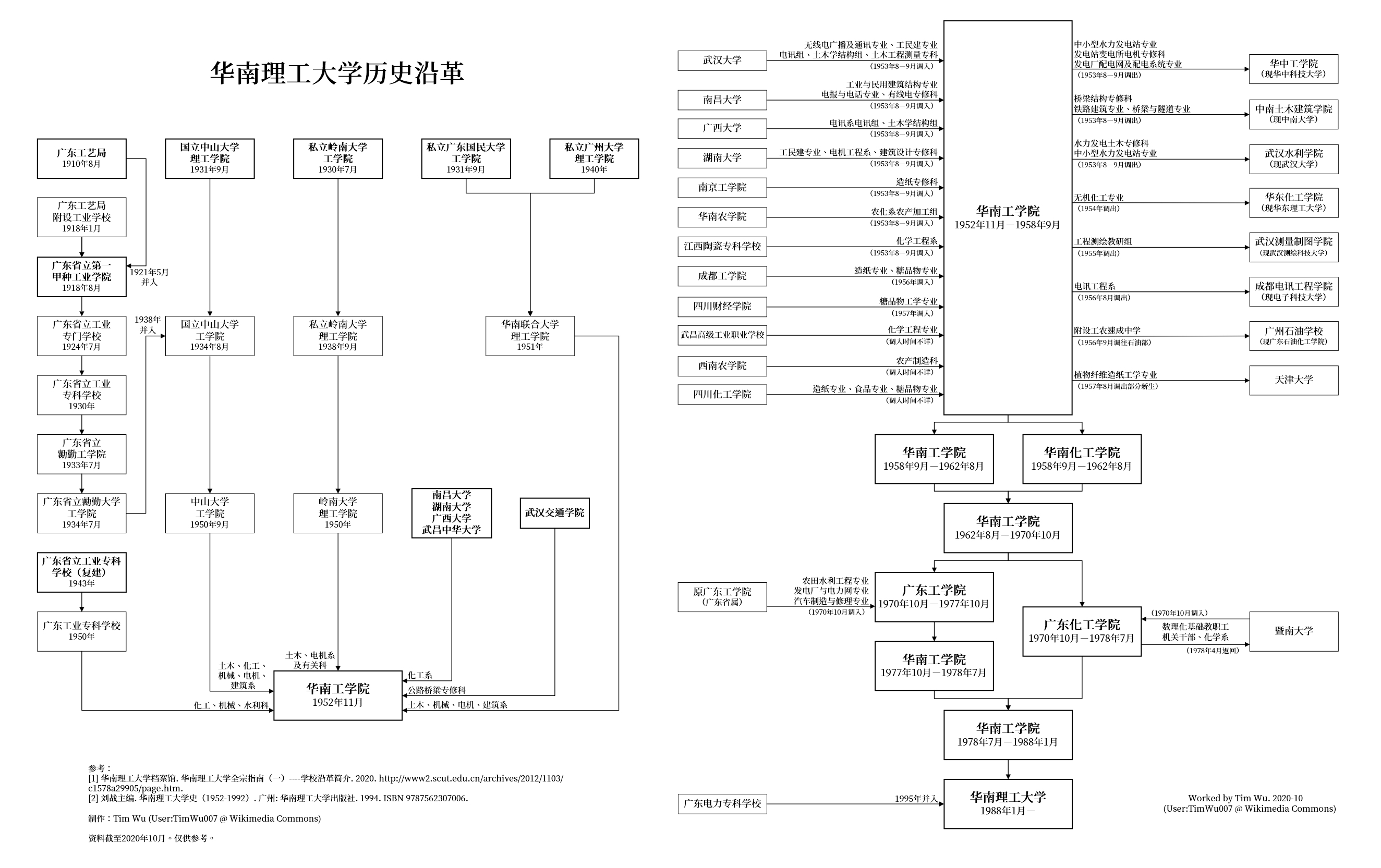
华工历史沿革图

### 前身各校
华工主要由广东工业专科学校、中山大学工学院、华南联合大学理工学院和岭南大学理工学院的工程学科部分组建。

#### 广东工业专科学校

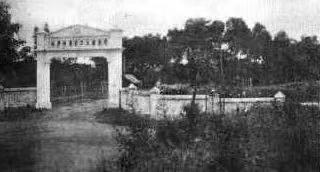
1933年7月之前的广东省立工业专科学校

广东工业专科学校的前身是1918年成立的广东省立第一甲种工业学校（简称“甲工”），其历史可追溯至晚清政府于1910年8月设置的广东工艺局。1918年8月，广东工艺局附设的工业学校改为广东省立第一甲种工业学校，成为当时广东省立的惟一一所工业学校，其历任校长与教师大多具有留学欧美及日本的经历。1924年7月，甲工改制为省立工业专门学校（简称“工专”）；1930年再改为专科学校。此时，工专已合计培养毕业生近两百人。
1932年，适值陈济棠推行三年施政计划，正筹备一间省立大学；为纪念去世不久的国民党元老古应芬（字勷勤），陈济棠决定将其命名为勷勤大学。工专因此于次年7月扩设为省立勷勤工学院；1934年7月，广东省立勷勤大学正式成立，勷勤工学院改为其设置的工学院。工学院设机械、化学、土木和建筑四系，勷大由此成为当时除中央大学外中国仅有开设建筑系的学校，建筑系主任林克明和土木系主任罗明燏更是当时工程界最具实力的人物。陈济棠下台后，国民政府借抗战时期勷大数个学院迁入内地办学为由，在1938年宣布将勷大解散，其工学院并入国立中山大学。
1943年夏，广东省教育厅复办工专，校址先后设在高要、云浮、肇庆、广州等地。1952年高校调整后，工专并入华南工学院，是唯一一个整体并入华南工学院的办学单位。复办后的工专共培养毕业生800余人。

#### 中山大学工学院

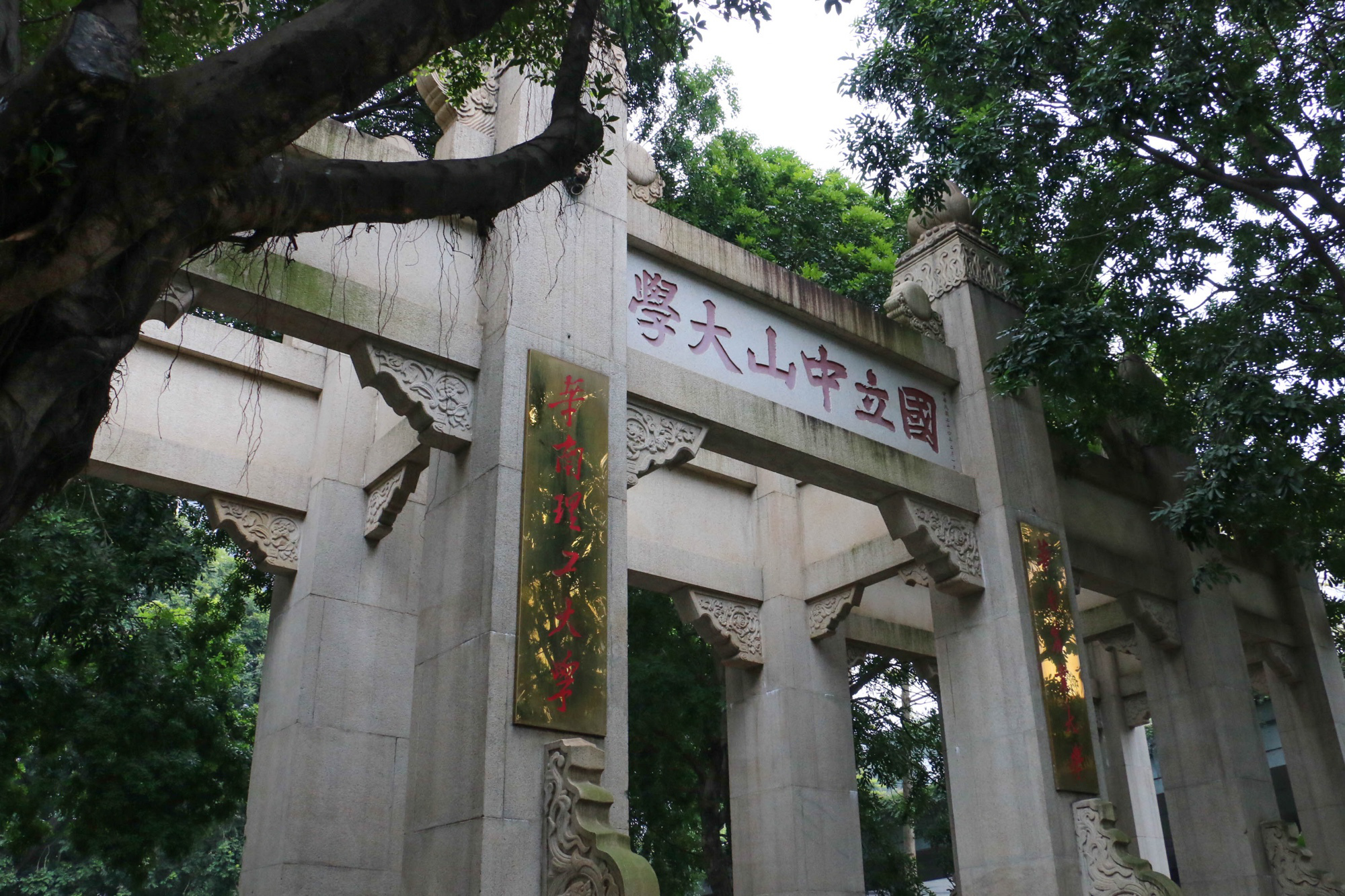
国立中山大学石牌校区正门牌坊

中山大学的前身为孙中山于1924年创立的国立广东大学，1926年为纪念孙中山而改称国立中山大学。时任校长邹鲁认为中大非常有必要开办工科，于是成立筹备委员会，并在1926年接收工专为工业部，用以筹设中大的工科学系，但不久后因故交回广东省教育厅，工科的筹设工作因此中断；1931年再次重组工学院筹备委员会，但该委员会不久后即停止运作。于是，中大在1931年扩设理学院为理工学院，增设土木与化工两学系，1933年再增设机械系和电工系。
1934年8月，工学院在中大文明路校址建立，聘请萧冠英为首任院长。工学院于次月率先迁入石牌新校园。至1937年，工学院共有教授37名，平均年龄约33岁，大多有留学日美经历，且学院办学经费高居中大各院系之首。中大更是全国当时36个拥有工学院的高校中，8所设不少于4个系的学校之一；当时各年级共有学生442人，占当时全国专科以上学校工科在校生的7.7%。由此可见其办学规格之高、规模之大。1938年，勷勤大学被当局解散，其工学院并入中大工学院，因此增设其带來的建筑工程系。

#### 岭南大学理工学院

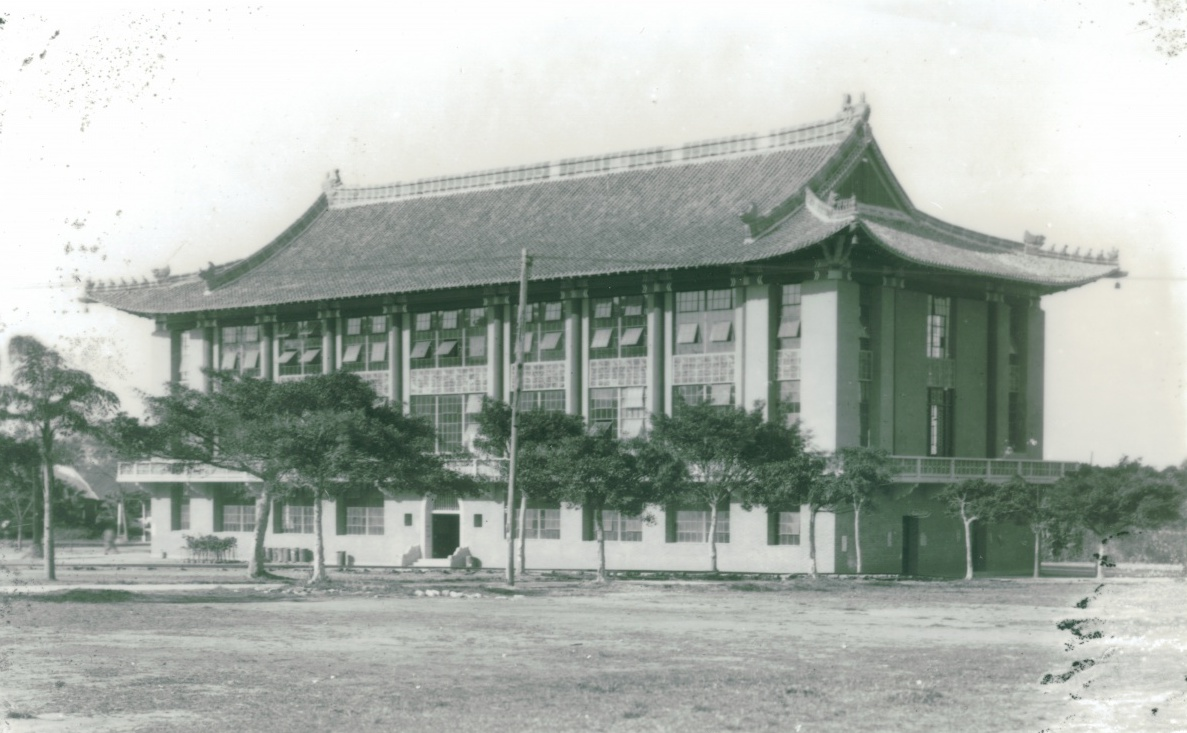
岭南大学哲生堂

岭南大学前身为1888年创立的格致书院，为基督教大学，后更名为岭南大学。1929年，在时任铁道部部长兼岭大校董会主席孙科（字哲生）的支持下，铁道部与岭大合作开办工学院，专办土木工程，以培养铁道及公路专门技术人才，并于1930年7月正式成立；铁道部还拨款兴建工学院大楼“哲生堂”，该楼由美国建筑师亨利·墨菲设计，于1931年落成。1938年抗战爆发后，时任校长李應林聘请教育学家朱有光为教务长，他们随后制定了整顿大学的计划，包括将文理学院拆分为文学院和理学院，理学院又与工学院合并为理工学院。1948年，理工学院增设电机工程系。1952年高校调整后，理工学院的土木、电机系及有关科并入华南工学院。在办学期间，理工学院的工学部分共培养毕业生102人。

#### 华南联合大学理工学院
华南联合大学理工学院由1930年成立的私立广东国民大学工学院和1940年成立的私立广州大学理工学院在1950年合并而成。私立广东国民大学（简称“民大”）由陈其瑗于1925年9月创办，是广东首个由中国人创办的民办大学。私立广州大学（简称“广大”）由陈炳权于1927年3月创办，其前身是国立广东大学附设的夜间专修学院。
民大于1930年增设工学院，下设土木工程系；其首届毕业生于1934年毕业，至1950年共毕业427人。这些毕业生大多在各地工程技术单位工作，抗战胜利后亦有数人取得甲等建筑师执照，民大于惠福西路和荔枝湾的教学楼便是由该校校友自行设计和建造。1947年，工学院增设机械系及电机系，但至学校被合并时均未有毕业生。广大大学部于1931年增设理学院，1940年扩充为理工学院，增设土木工程系，后增设建筑学系。
1950年，民大和广大与私立文化大学和私立广州法学院合并为华南联合大学。合并后的联大理工学院以原民大为院址，徐学澥和梁恒心为院长，设有土木、建筑、机械、电机和物理五系，其在联大的三个学院中数实力最强、教学设施最完备。但联大仍属私立大學，学生有较大经济压力，续学旧生和报读新生持续减少，学校办学经费入不敷出。1952年5月，华南联合大学撤销并迁调至中山大学；1952年11月院系调整后，再改为华南工学院。

### 重组建校

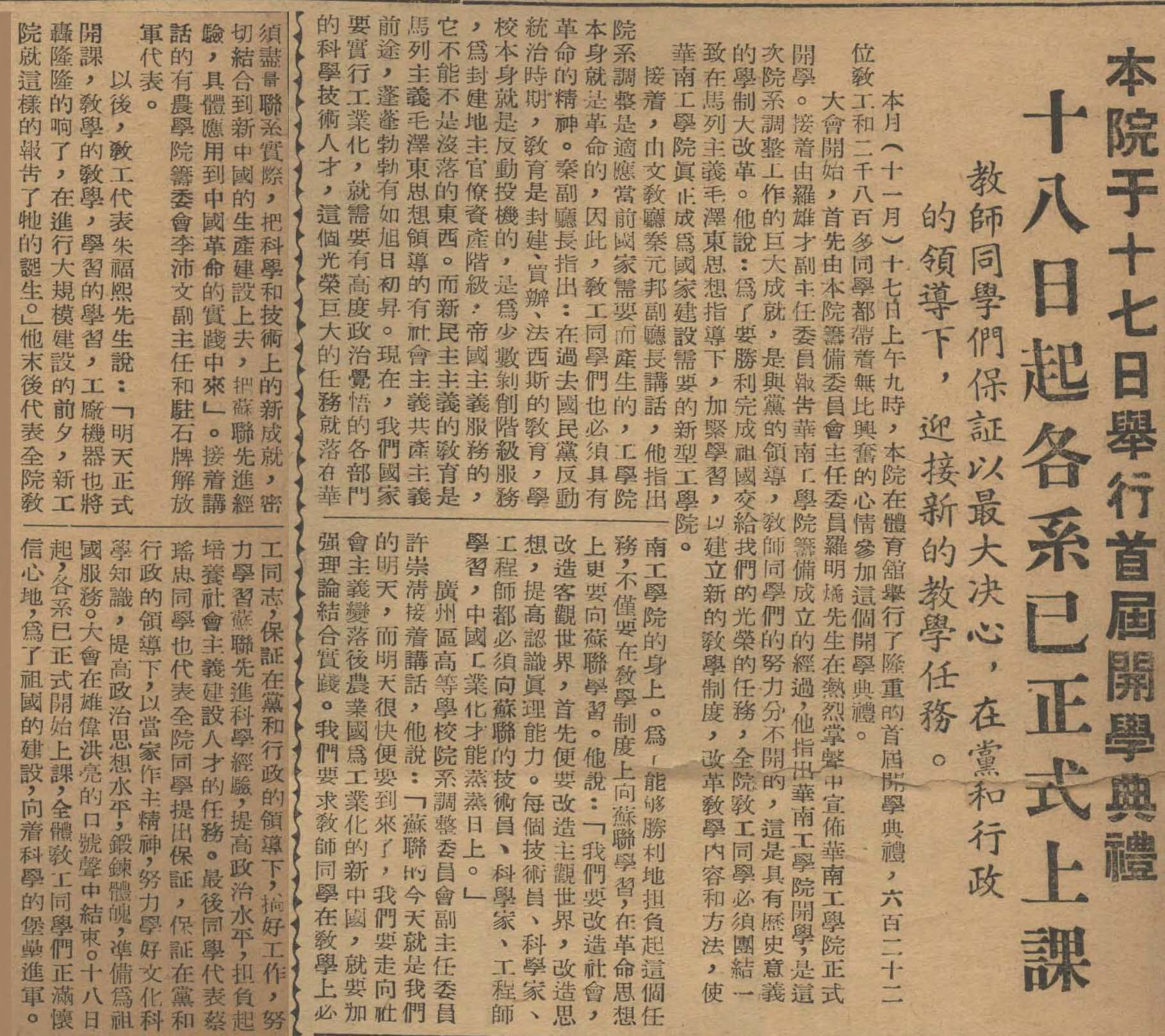
校报有关首届开学典礼的报道

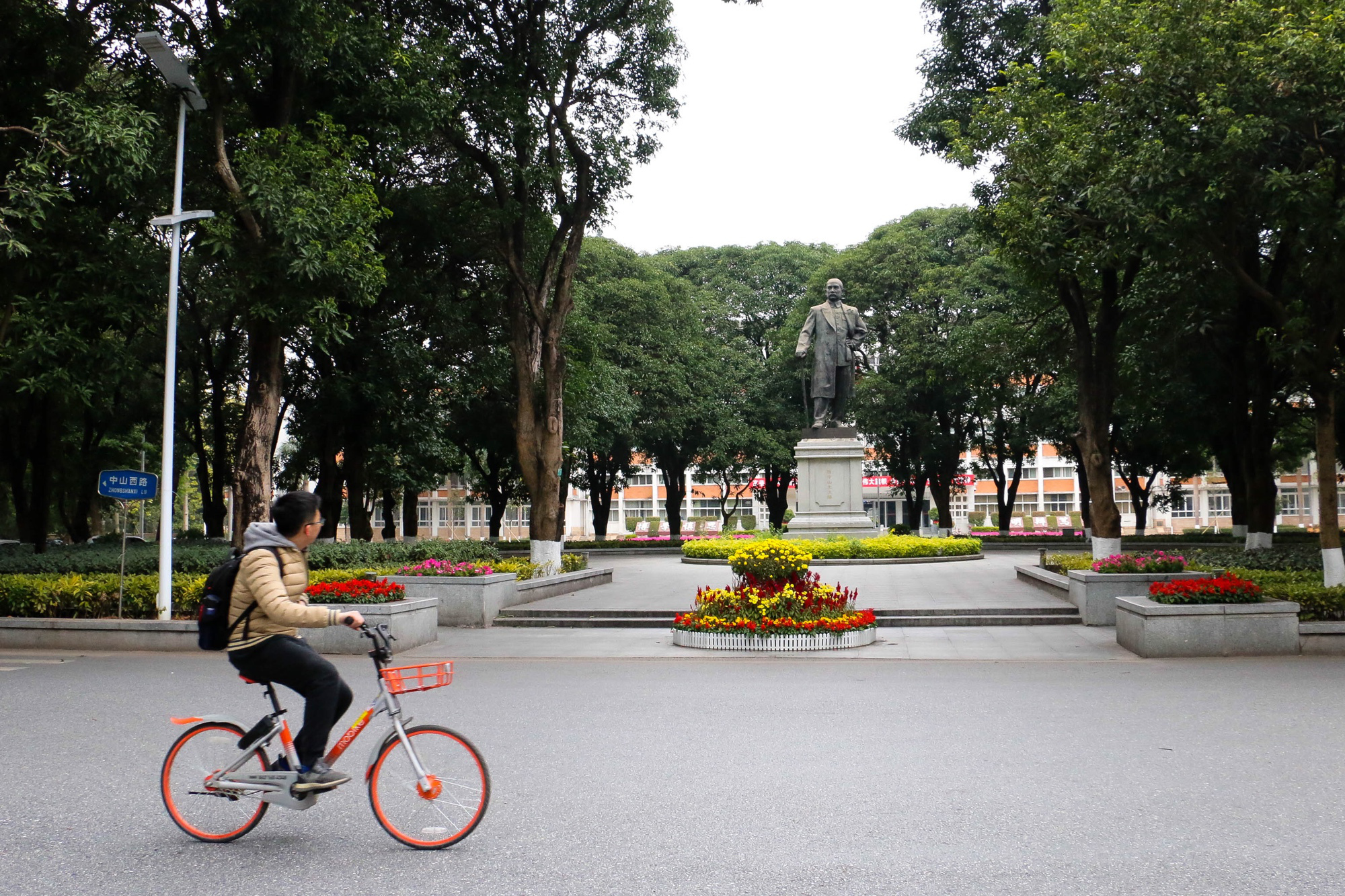
五山校区孙中山先生像

为培养工业建设的专门人才，1951年11月30日，中央人民政府政务院第113次政务会议批准了《全国工学院调整方案》，其中第2条第8项提出，“将中山大学的工学院、华南联合大学的工学院、岭南大学工程方面的系科及广东工业专科学校合并成立独立的工学院”。次年，中国大陆高校的院系调整工作进入高潮。1952年10月7日，广东省、广州区高等学校院系调整委员会以秘函字64号文指示成立华南工学院筹备委员会，学院筹备委员会于一周后展开工作:2。
1952年11月，华南工学院正式组建。学校选址于原中山大学石牌校园，由中山大学工学院、华南联合大学理工学院、岭南大学理工学院的工学院部分和广东工业专科学校整体为基础，会同湖南大学、广西大学、南昌大学、武汉交通学院、武昌中华大学等五所院校中与工科相关的专业组建而成，为当时全国四大工学院之一。学校在11月17日举行第一次开学典礼，这一天在后来被定为华工的校庆日。
学院组建初期设有机械工程系、电机工程系、化工工程系、土木工程系、建筑工程系与水利工程系等6个系，共15个专业及14个专修科，以轻工为主、化工见长:9。为适应广东地区轻工业的发展，在1953-1957年间有数所院校的相关学院、系科陆续调入华南工学院；学院亦调出部分系和教研组至其他院校，以支援“三线”地区建设。1956年，学院开始招收硕士研究生；1957年，开始招收函授生:21。
1958年，中共中央发起大跃进运动，学院在这一时期掀起了“教育大革命”高潮，开始大办新专业、大搞科研、大办工厂等，同时分出化工系和造纸系成立华南化工学院。分出华南化工学院后，学院仅存3个系3个专业；但在当年年底便增加到7个系27个专业，其中包括电子学专家冯秉铨、徐秉铮及部分师生，在仅有4位教师的情况下恢复建立的电讯工程系:75。学院同年在广东韶关和湛江建立韶关分院和湛江分院。1959年，中共提出“巩固、整顿、提高”方针，学院开始调整工作，裁撤部分不切实际的专业，同时加强基础和专业课教育，教育质量开始回升。1960年，华南工学院和华南化工学院均被评为全国重点大学。但随后的“新跃进”继续出现了大办教育的高潮。1961年，中共进一步提出“调整、巩固、充实、提高”方针，开始纠正各种失误，并发布“高教六十条”，整顿全国高等院校，一系列措施使华工的教学质量得到提高；同年，华工开始接收蒙古、北越等国的留学生:108。1962年，韶关和湛江两所分院被撤销；同年8月，华南工学院和华南化工学院重新合并为华南工学院。
1966年6月，文化大革命爆发，华工的教学科研工作几乎全部停止，新生招收也被迫暂停。华工校内成立了多个红卫兵组织，其中造反派组织“华工红旗”曾获周恩来肯定为“革命左派”，为广州的“三面红旗”之一；学校亦发生过多起武斗事件，1967年8月，两派群众组织在图书馆大楼武斗时纵火更导致多人受伤、数千册图书资料被烧毁。在文革早期，全校有约300人被查抄、380余人被批斗审查，14名教工死亡；大量教学设施和校舍遭到破坏，共有价值180余万元的教学设备仪器遗失、损坏:157-158。1969年12月，原教育部直属的院校均被下放给所在地方的革命委员会领导。1970年10月，广东省革委会对广东省高等学校做出“调、并、迁、改”的决定，华南工学院被更名为广东工学院；原省属广东工学院改为广东矿冶学院，并迁往韶关，其3个专业调入新的广东工学院；暨南大学被撤销，其化学系、数理化基础教职工及行政系统与原华南工学院的化工类专业等合并，建立广东化工学院。同年，学院开始招收工农兵学员，并于1971年恢复了教学工作和部分科研工作:147。
文革结束后，广东工学院于1977年3月赴韶关开办分院，但不久后停办。1977年10月，广东工学院恢复“华南工学院”的校名。1978年，华南工学院与广东化工学院均重新被认定为重点大学，并恢复部省双重领导。同年，暨南大学恢复办学，该校本部机关干部及化学系、数理化基础教师职工及专业于4月起陆续返回；同年7月，华南工学院与广东化工学院再度合并为华南工学院。1981年11月，成为中国首批56所博士和硕士学位授予单位之一，并在次年开始招收博士研究生。

### 更名大学

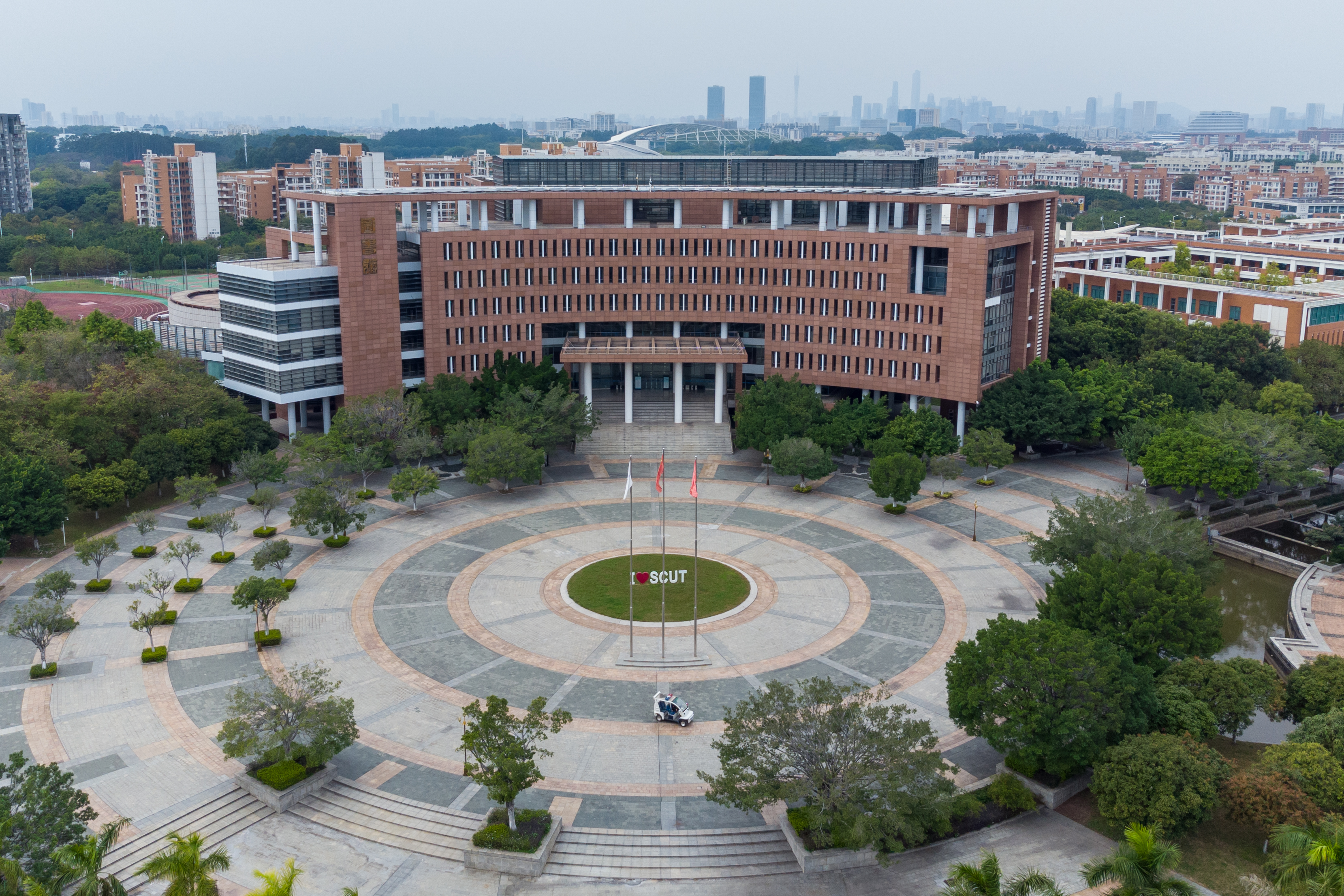
大学城校区中心广场

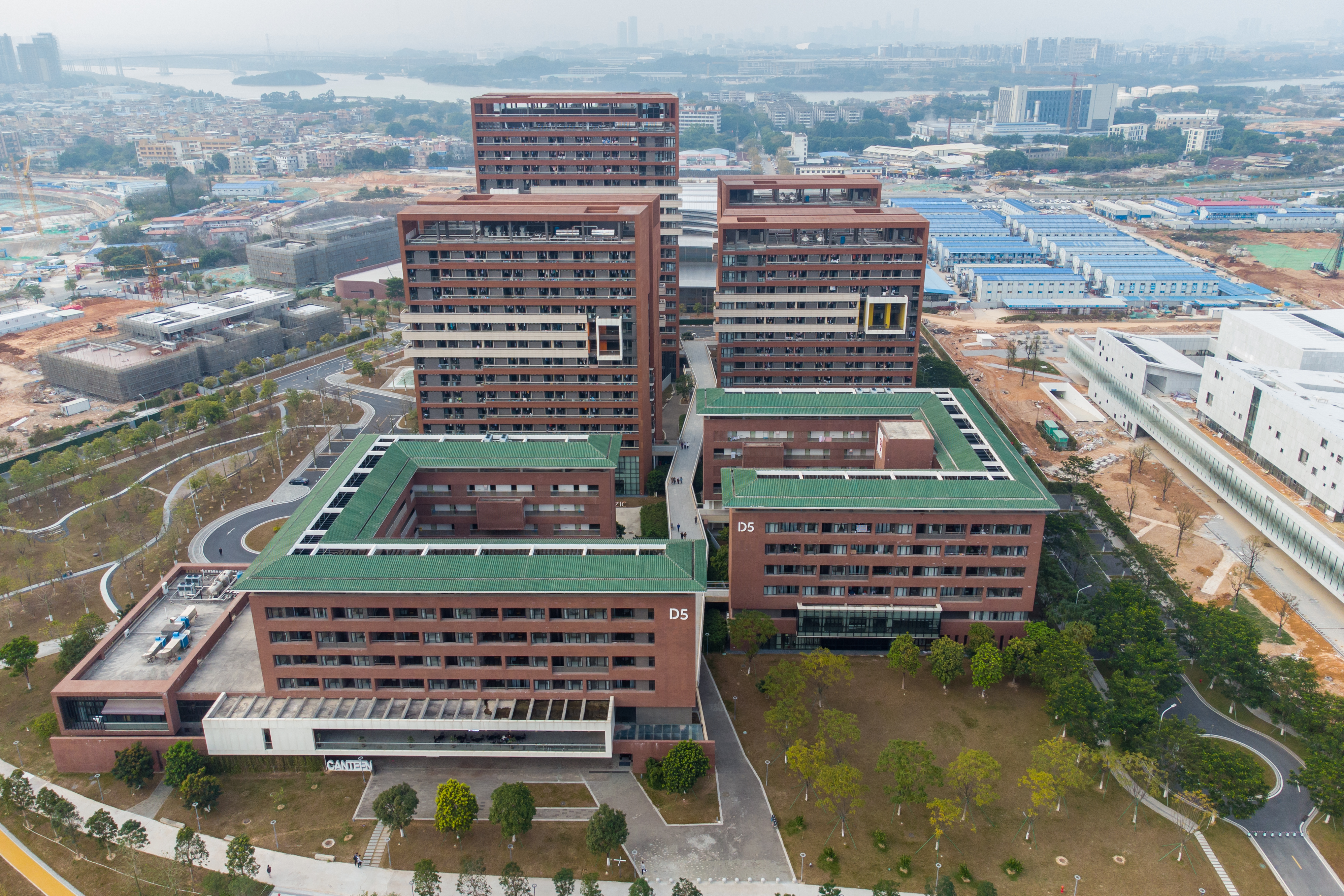
广州国际校区D5学生宿舍

为适应改革开放在广东的发展，华工决定改变单一工科学院的办学方向及结构。80年代初，在文革时期停办的数学、物理和力学三个理科专业相继复办并建立了相应的学系，管理系、社会科学系和外语系亦陆续开办，标志着华工从单一的工科学院向“以工为主、理工结合、皆有管文”的综合大学发展，办学方向亦由培养单一的工程技术人才转向培养综合的科技人才。1988年1月28日，经国家教委批准，华南工学院更名为华南理工大学，标志着上述两个过渡的完成:231。
1990年代，华工在全国开创了合作和共建办学的新模式。1992年4月1日，与香港无线电视合作开办内地艺员训练班，以培养来自中国大陆的艺员和电视制作人员。1993年，国家教委和广东省人民政府签署共建华南理工大学协议，华工由此成为中国首个实现部省共建的高校。1994年，与广东省电力工业局以董事会的方式合办电力学院，创立了中国首个由高校与地方政府企业联合共建的办学模式。
1994年，广东电力专科学校整体并入华工。1995年，华工通过了“211工程”的预审，成为中国重点建设的21世纪百所大学之一；同年恢复招收境外留学生。1999年，通过教育部本科教学工作优秀评价，成为中国第一批“本科教学优秀学校”。2001年，进入首批中国高水平大学建设（“985工程”）行列。
2001年，开始对口支援广西大学；随后在2006年开始对口支援贵州民族大学。2004年8月，位于广州大学城的大学城校区正式启用。2006年8月，与广州云峰集团合办的广州汽车学院在广州市花都区挂牌成立，为华工首个独立学院。2010年11月，与同济大学、北京理工大学等七所高校成立卓越人才培养合作高校联盟。2011年12月至2017年5月，在英国、美国和德国与当地的合作方建立了三所孔子学院。
2014年9月，华工与广东省人民医院宣布共同组建医学院，显示华工正式在医科上作出布局；广州市第一人民医院和广东省人民医院之后亦成为华工的直属附属医院；与天河区政府共建的华工附属天河医院（天河区第二人民医院）则在2017年3月奠基。
2017年3月，华工与教育部、广东省、广州市签署共建华南理工大学广州国际校区协议，成为中国大陆首个由学校、中央部委、省级政府和市级政府四方共建的大学校区，也是粵港澳大灣區规划发布以后第一个正式落地的国际化、研究型大学校区。该校区已于2019年9月正式启用。同年6月，华工被国务院批准成为第二批大众创业万众创新（“双创”）示范基地学校，成为唯一入选国家级双创示范基地的广东高校。同年9月，华工入选世界一流大学和一流学科建设（“双一流”）的A类高校名单。
2019年7月，学校与阳江市政府签订了对口帮扶建设阳江应用型本科院校的协议；2021年4月，学校再与广东省教育厅、阳江市政府和广东海洋大学签署协议，将建设中的阳江应用型本科院校改为广东海洋大学阳江校区，由四方共同建设。2021年2月2日，广州学院脱离华工管理，并由独立学院转设为民办普通高等学校广州城市理工学院。

## 学术

### 师资

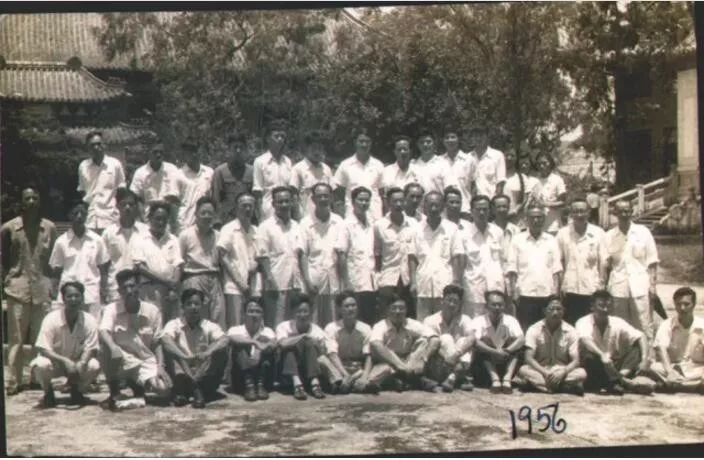
1956年华南工学院教师集体照

华南工学院组建初期的200余名教师中，就有四十余名来自6个主要工业国家、毕业于20多所世界名校的知名教授任教，教授数目在当时中国大陆高校中名列前茅。1985年，华工开始实行教师聘任制，从而调动了教师的积极性。2019年，华工开始启动教师人事制度改革，建立“预聘-长聘”制度，以促进教师队伍的良性流动，是中国大陆较早推动相关制度建设的高校。
截至2021年9月，华工有专任教师3,272人，外聘教师764人，附属医院教师888人，折合生师比为18.07。教师队伍中有中国科学院院士3人，中国工程院院士5人，外国国家工程院院士1人，双聘院士8人；长江学者33人，973计划首席科学家10人，海外高层次人才引进计划55人，国家杰出青年科学基金获得者40人，全球高被引科学家16人次。

### 教学

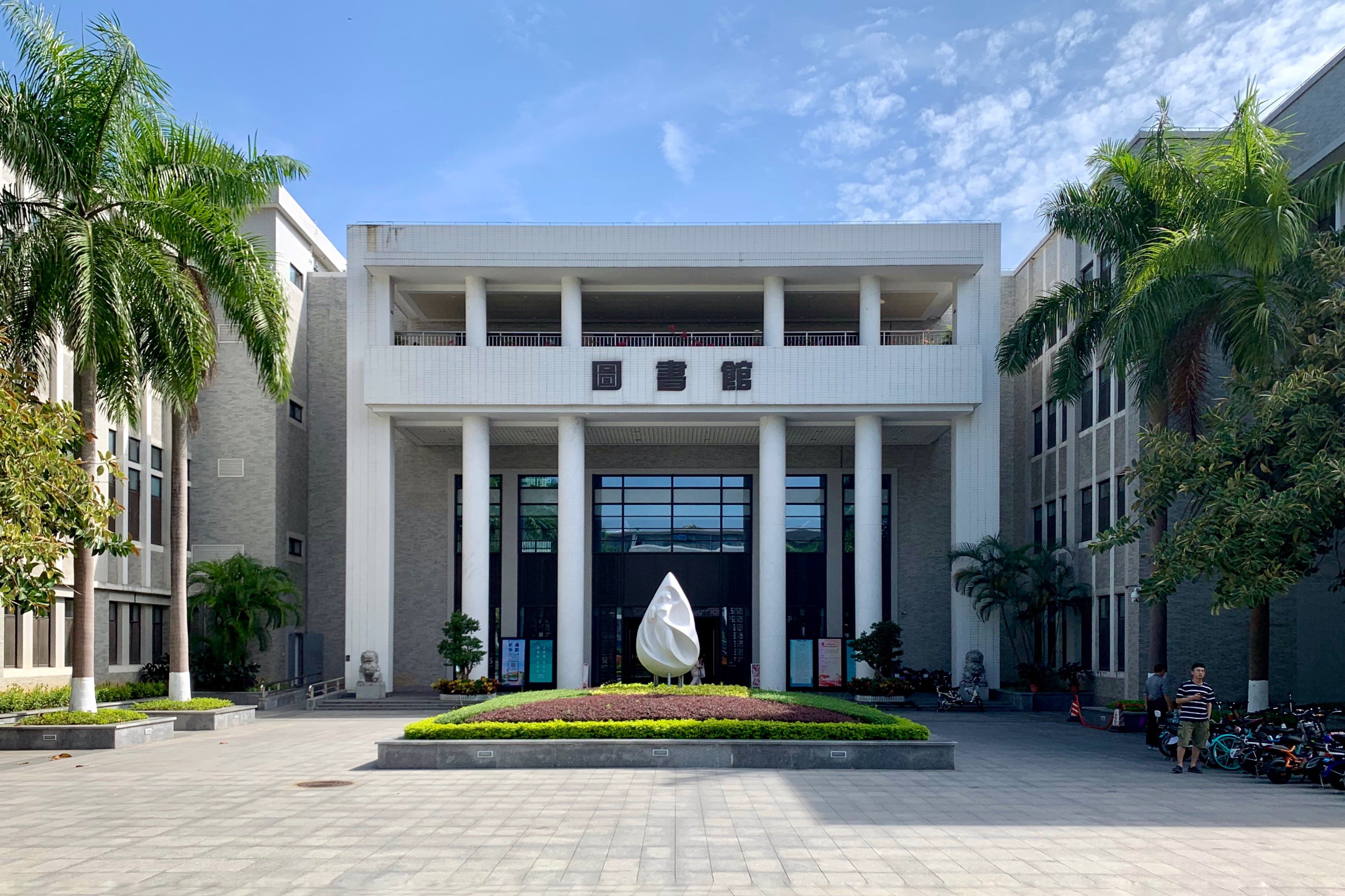
图书馆总馆

华工在1960年获评“全国文教战线先进单位”，1999年更获评全国首批“本科教学优秀学校”。华工还利用MOOC等平台开放课程，将课程资源与社会共享。截至2021年9月，华工有国家级教学名师5人，国家级教学团队6个；各类国家级精品、示范课程共27门，广东省精品课程50门；国家级精品视频公开课程14门，国家精品在线开放课程4门，广东省在线开放课程34门。
华工自1992年开始推动综合素质教育教学改革，时任校长刘焕彬提出了“重人品、厚基础、强能力、宽知识”的办学方针，学校在2004年更提出了培养高素质、高层次、国际化的“三创型”（创新、创造、创业）人才的目标。学生入学后需修满一定学分的素质教育通选课，通识课所占培养计划比例更逐年提升，亦可以通过辅修获得第二学位；1999年开始实施的“本科生参与科研实践训练计划”等一系列项目让在校学生有更多机会参与科研项目，目前全校超过60%的本科生和90%的研究生于在校期间接过课外科技项目训练。学校还与中广核、华大基因、南方航空等企业签署联合培养协议，2007年更开始组建各类创新班、校企合作教改班和国际化联合培养试点班，截至2020年6月已有各类教改班共30个，覆盖约17%的学生。2018年，华工开始推行“大类招生，大类培养”的本科生培养模式，超过半数专业实现按学科大类招生。此外，华工还通过本科生导师制、开展翻转课堂教学、推行以MOOC教学为载体的“虚拟第三学期”和开设研讨课等教学改革措施，调动学生的学习积极性。

### 研究

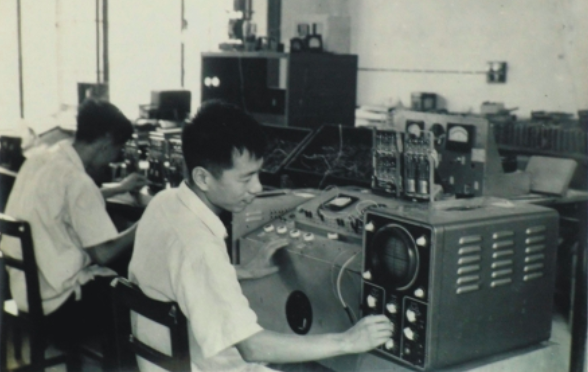
华工研制成功的中国第一台俄汉翻译电子计算机

截至2021年9月，华工共建有28个国家级科研平台和208个部省级科研平台，其中包括3个国家重点实验室和3个国家工程研究中心，总数位居中国高校前列、广东高校首位。此外还有附属广东省人民医院、附属第二医院（广州市第一人民医院）、附属第六医院（佛山市南海区人民医院）和在建的附属天河医院（天河区第二人民医院）4所直属附属医院。在经费上，2017年华工的科技经费为25.92亿元人民币，于全国排名第14，人均科技经费95.39万元；华工牵头的“分子聚集发光”研究项目获批国家自然科学基金委基础科学中心项目，5年资助经费2亿元，是基金委迄今资助力度最大的项目。
华工的科研成果丰硕，早在1950-60年代便成功研制中国第一台模拟电子计算机、第一台俄汉自动翻译机和第一台声控打印机，现代更成功研制中国首块彩色柔性AMOLED显示屏、首个国产高速造纸机和世界首个有序大孔-微孔MOF单晶材料；华工在2020年更成为首个广东省内高等学校牵头获得国家科学技术进步奖一等奖的单位。此外，华工自2013年以来申请专利两万余件，申请PCT超过500件；单在2018年，发明专利申请公开量和发明专利授权量分别排中国大陆高校第2和第4位，申请PCT达170件，位列全球教育机构第4位、国内高校第2位。截至2020年，华工获中国专利奖数量共40件，排名仅次于清华大学。
华工注重科研创新的同时亦重视其成果的转化实践。早在上世纪80年代的改革开放初期，华工就出现了利用周末时间赴企业解决技术问题的“星期六工程师”，之后成为中国大陆最早开展科技成果转化体制机制改革的高校之一。目前，华工的科技成果应用转化率居中国高校前列、华南地区首位。华工在广州、珠海、佛山、东莞、中山等地设有创新创业平台，帮助相关企业的起步和成长。2019年，华工被教育部认定为首批高等学校科技成果转化和技术转移基地。据统计，华工支撑地方经济社会发展所作的贡献位列在广州市的高校和研究院中首位。

### 排名聲譽

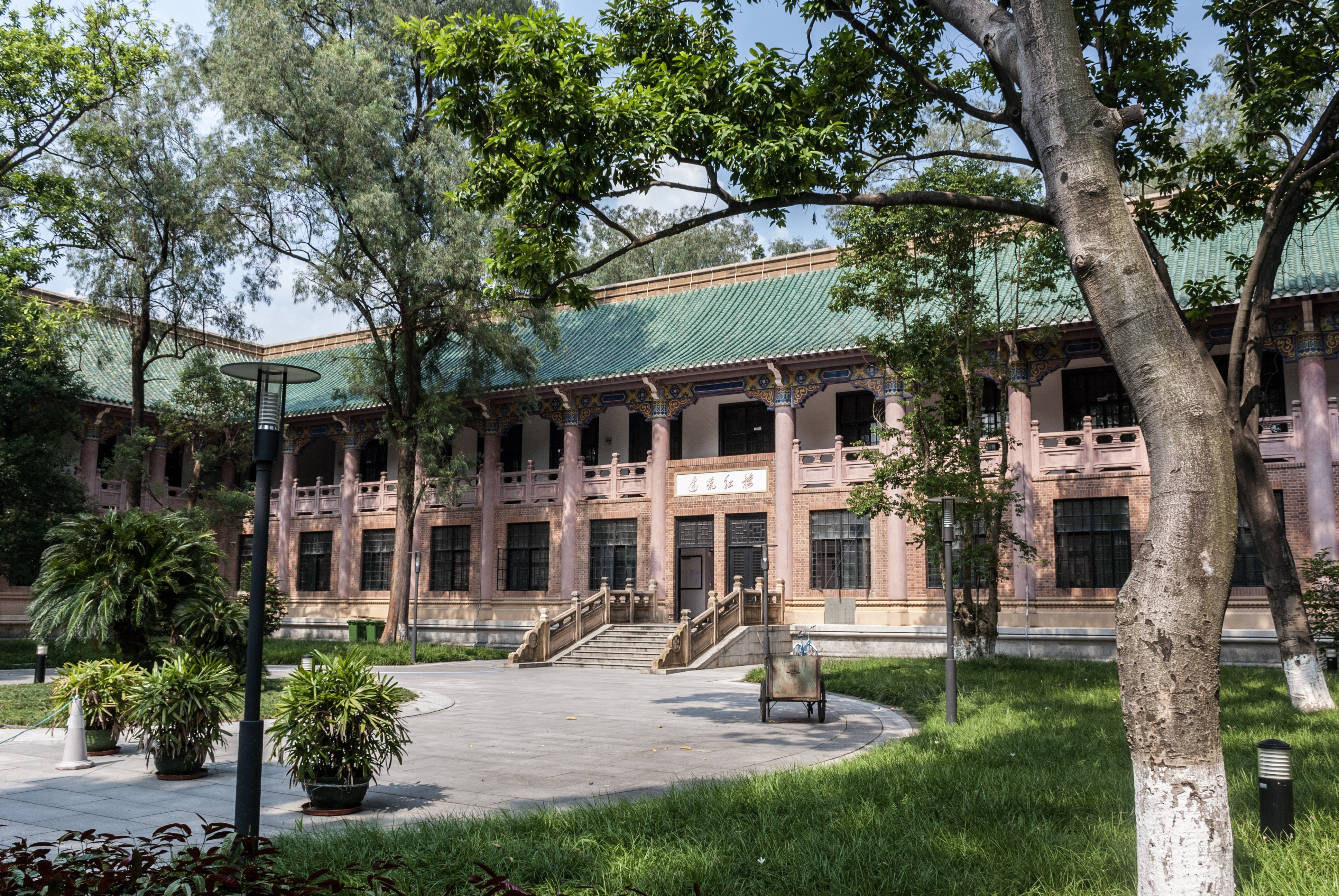
建筑学院所在的五山校区6号楼（建筑红楼）

华工的建筑、土木、化工、轻工等学科因发展较早，在中国大陆有一定的知名度；华工更因始建于上世纪30年代的建筑学科而被认定为中国建筑学界“建筑老八校”之一。2017年，化学、材料科学与工程、轻工技术与工程、农学四个学科入选“双一流”学科建设名单。同年12月公布的全国第四轮学科评估结果中，华工共有33个一级学科入选，其中轻工技术与工程获评为排名前2%的A+，另有七个学科获评为排名前5%~10%的A-。此外，华工共有十个学科进入基本科学指标数据库（ESI）的全球排名前1%，其中工程学、材料科学、化学和农业科学四个学科领域进入ESI前1‰，入选数量位居中国高校并列第六位、华南地区首位。
在各大学排行榜中，华工在世界大学学术排名的排名最高，2024年的排名为第101-150名（中国大陆14-22名），是自华工进入该排行榜以来的最好成绩。在其他国际排行榜中，近年来均有数百名的进步。
2017年12月，华工公布了世界一流大学建设方案，提出分“三步走”实现“双一流”建设目标，到2050年全面建成世界一流大学；同时启动实施了“工科登峰、理科跃升、文科繁荣、医科跨越”的四大学科行动计划。

## 校区
华南理工大学现有五山、大学城、广州国际三个校区，均位于广东省广州市，形成了“一城三校区”的格局。

### 五山校区

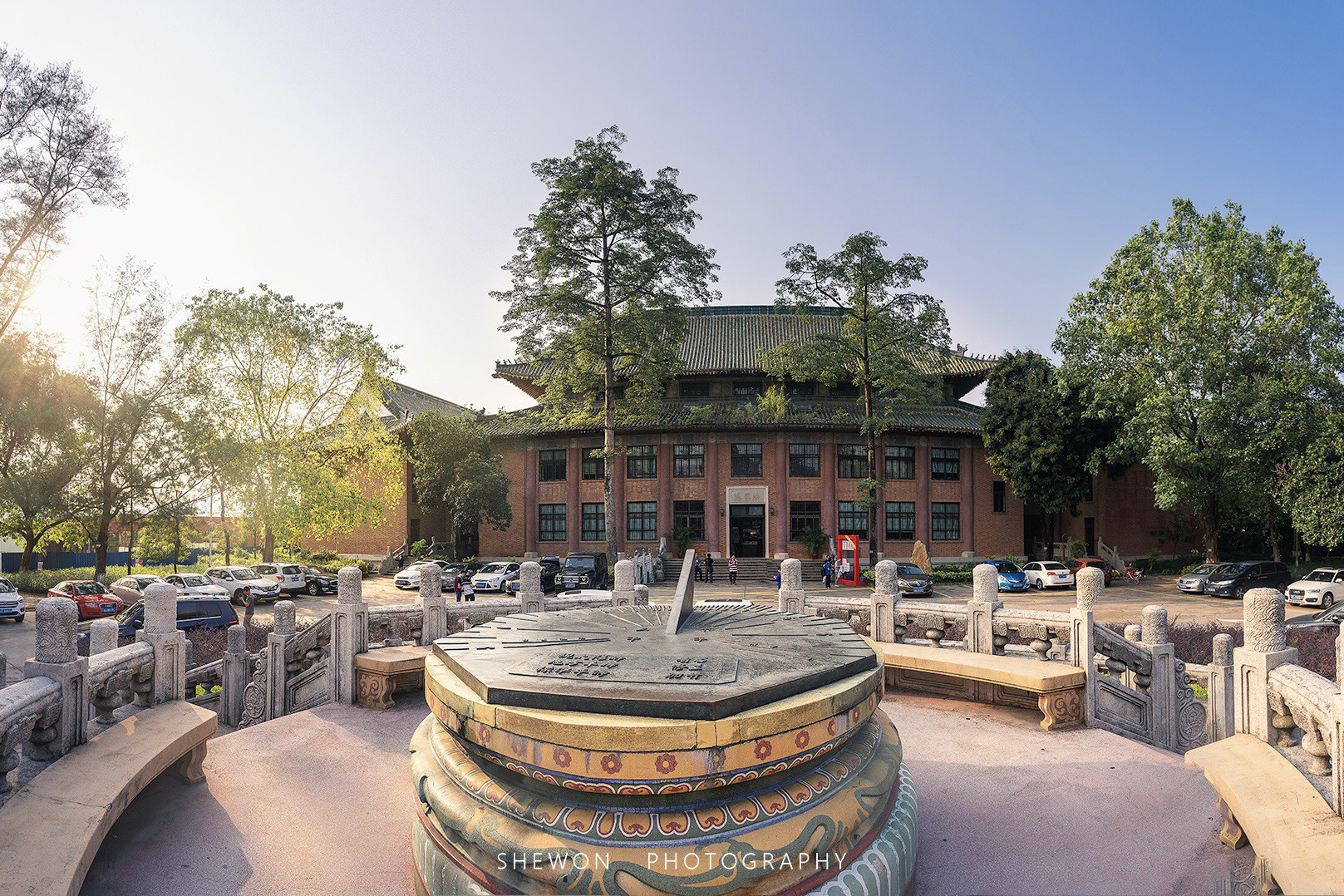
五山校区12号楼及日晷台

五山校区又称北校区，位于天河区石牌高校区，是华工的主校区和最早的校区，于1934年启用，占地199.8公顷。
华工五山校区和华南农业大学为原国立中山大学石牌校区所在地，由杨锡宗、林克明和余清江设计。按照规划，教学科研区集中于中轴线附近，建筑布置强调中轴对称；天文台和研究院分别位于校园东南和东北高地；学生生活区沿湖布置，男女生宿舍分列于中轴线东西两侧；教工生活区位于学校的东南隅，实验农场与实验林场分布在校园中心区的东西两侧。整座校园充分利用原有的地理条件，将分散的山水环境有机整合，形成“山光接水光”的岭南校园环境。校园分三期建设，计划于六年内完成。首期工程于1933年开工，但到三期工程时，部分款项被拖欠导致进展缓慢，1938年日軍侵佔廣州后工程被迫中止，部分重要建筑并未建成，但已初步形成了“钟”形的校园布局。

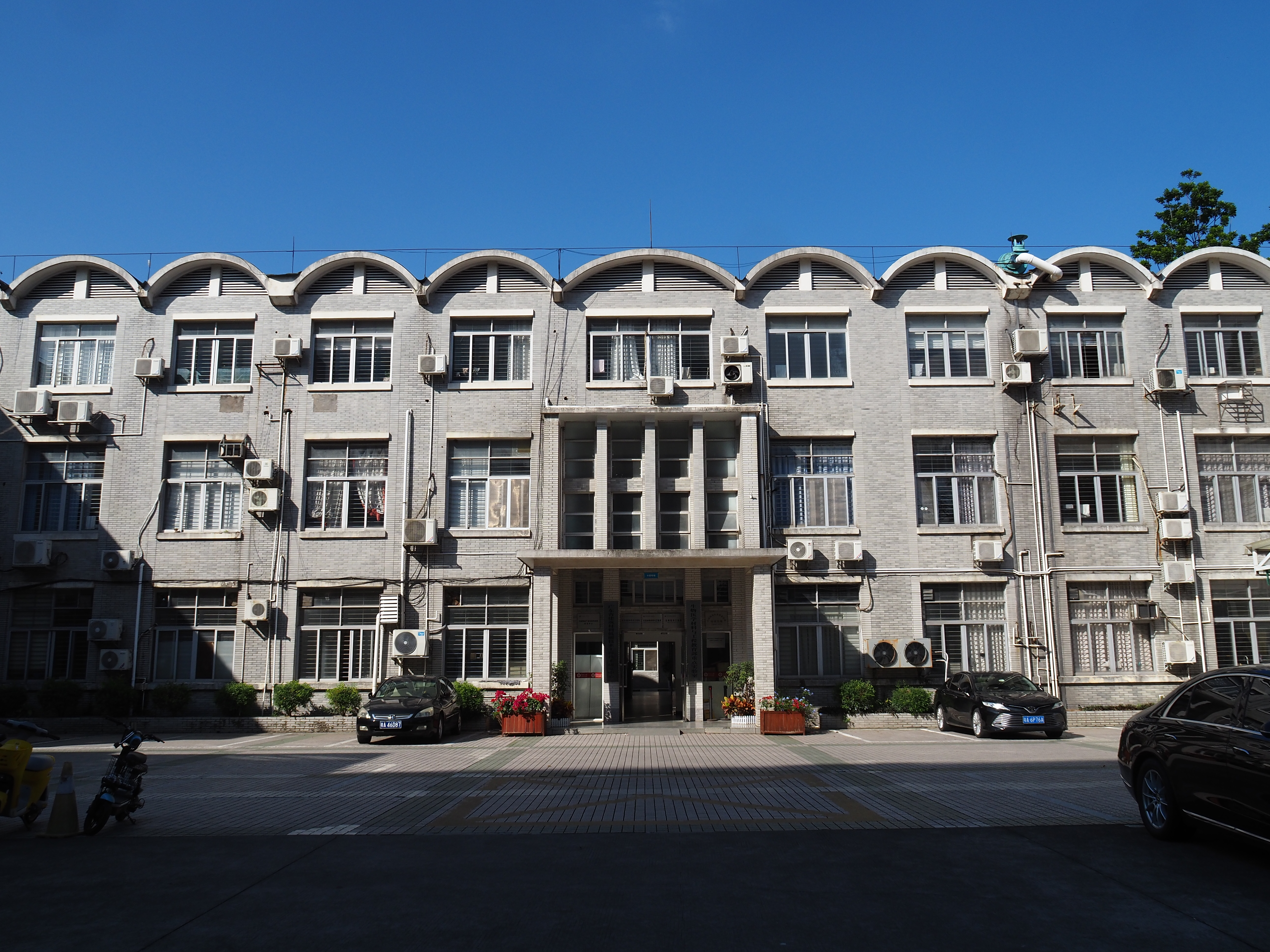
应用“夏式遮阳”设计的五山校区14号楼

1952年院系调整后，中大迁至海珠康乐园，其石牌校园的正门及附近五千余亩的已开发校园划予华南工学院（今华工五山校区），农学院和林场、农场、研究院、天文台则划予华南农学院（今华南农业大学）。校园拆分后，中大的钟形校园布局被破坏，但华工的校园结构仍以原有南北纵向的主轴线和湖水形成的东西横向次轴线为框架。1950-1960年代新建建筑的风格风貌较为统一，更崇尚经济和实用性，其中具代表性的为夏昌世所设计、具有“夏式遮阳”结构的系列建筑。

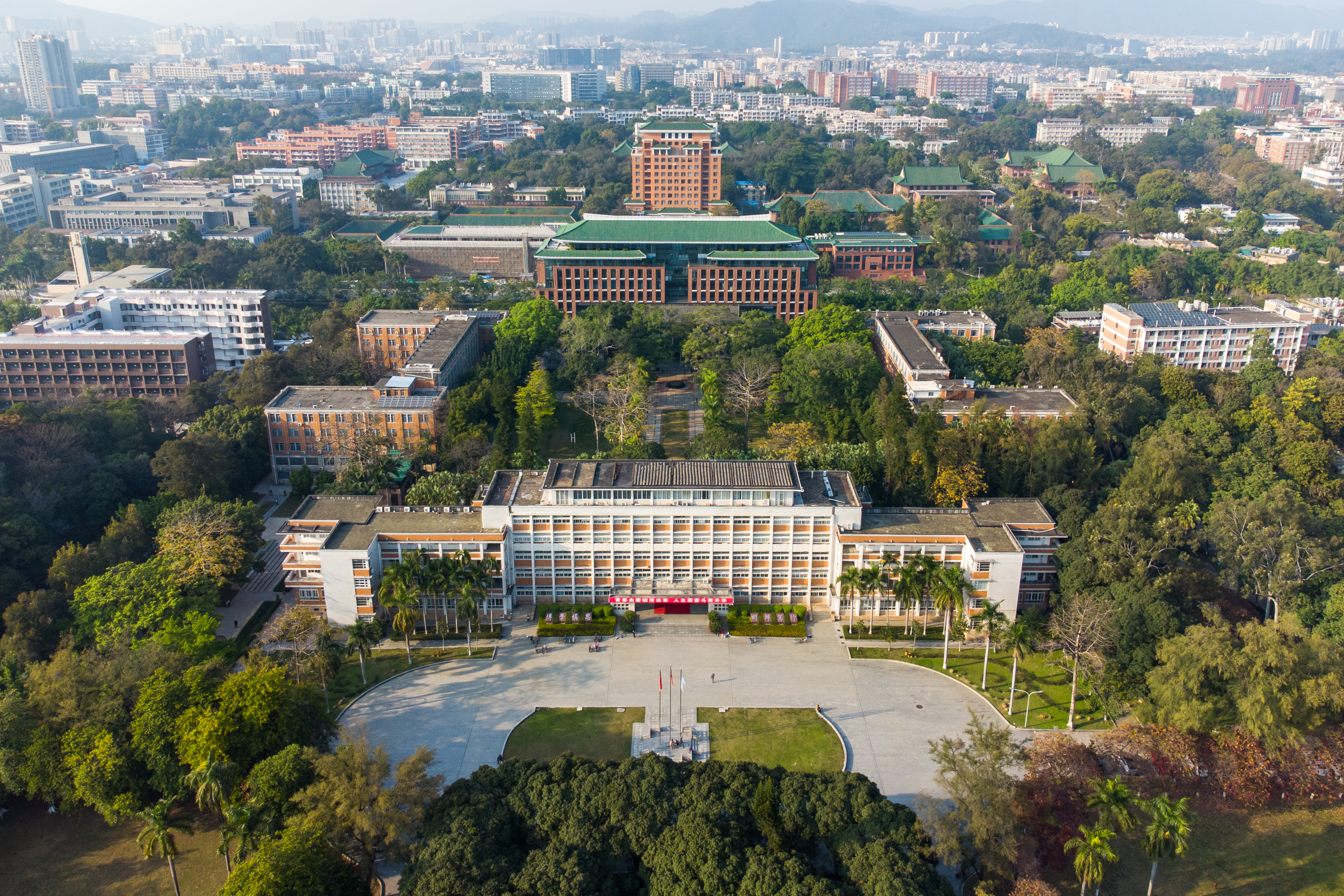
五山校区校园中轴线一景

华工更名为华南理工大学后，因从工科院校转型为多学科综合院校，校园随学校扩张新建了大量建筑，总体遵循原有的发展脉络，但部分新建的高层建筑改变了校园原有的规划格局。2016年，五山校区控制性详细规划修改方案获得通过，该方案在新增校园建设的同时保护了老中大“钟”形的轴线，并提出未来拆除华工和华农之间的围墙，恢复老中大校园的风貌。
华工在1980年代被评为广州市花园式单位；2002年，原国立中大时期的建筑被列入广州市第六批文物保护单位；2014年，部分建于20世纪50至60年代的建筑被列入广州市第一批历史建筑名单；2017年，被教育部评为“文明校园”。
目前该校区主要发展包括机械、土木、化工在内的传统工科以及管理类等学科，设置的学院有：机械与汽车工程学院、建筑学院、土木与交通学院、电子与信息学院、材料科学与工程学院、化学与化工学院、轻工科学与工程学院、食品科学与工程学院、数学学院、物理与光电学院、自动化科学与工程学院、电力学院、工商管理学院（创业教育学院）、公共管理学院、马克思主义学院、外国语学院和体育学院。

### 大学城校区

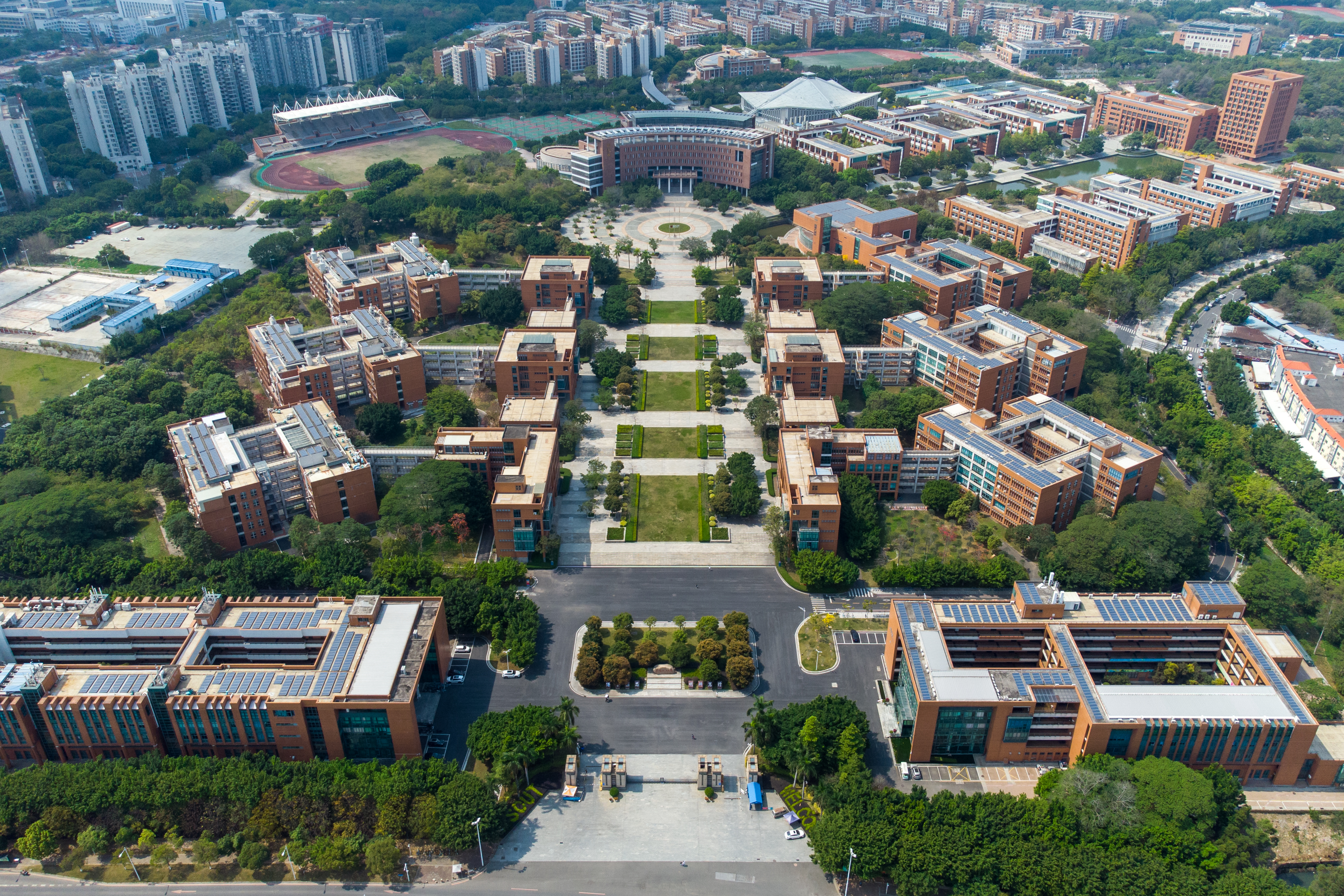
大学城校区教学区

大学城校区又称南校区，位于番禺区广州大学城东南部，于2004年8月随大学城的开园正式启用，占地97.63公顷。
大学城校区作为广州大学城第二组团的一部分，由华工建筑设计研究院的何镜堂团队主持设计。根据大学城统一的规划分区，该校区分为教学和生活两区。生活区主要采用对称式的空间结构；教学区采用转折轴线的非对称式空间组织结构，正南北和朝向江面两个方向的轴线在图书馆前的中心广场汇合，区内各建筑及室外空间均依托该轴线规划设置。
大学城校区内的教学区体育场和体育馆曾与其他大学城体育设施一同举办过多项大型赛事，包括2007年第八届全国大学生运动会、2010年亚洲运动会等。2016年，校内一处清朝民宅入选“广州大学城八景”中代表大学城各校美景的“学府星辉”。
目前该校区主要为应用文科、计算机、环境能源、医学等应用性学科院系，包括经济与金融学院、旅游管理系、电子商务系、计算机科学与工程学院、生物科学与工程学院、环境与能源学院、软件学院、法学院（知识产权学院）、新闻与传播学院、艺术学院、设计学院、医学院（生命科学研究院）和国际教育学院。

### 广州国际校区

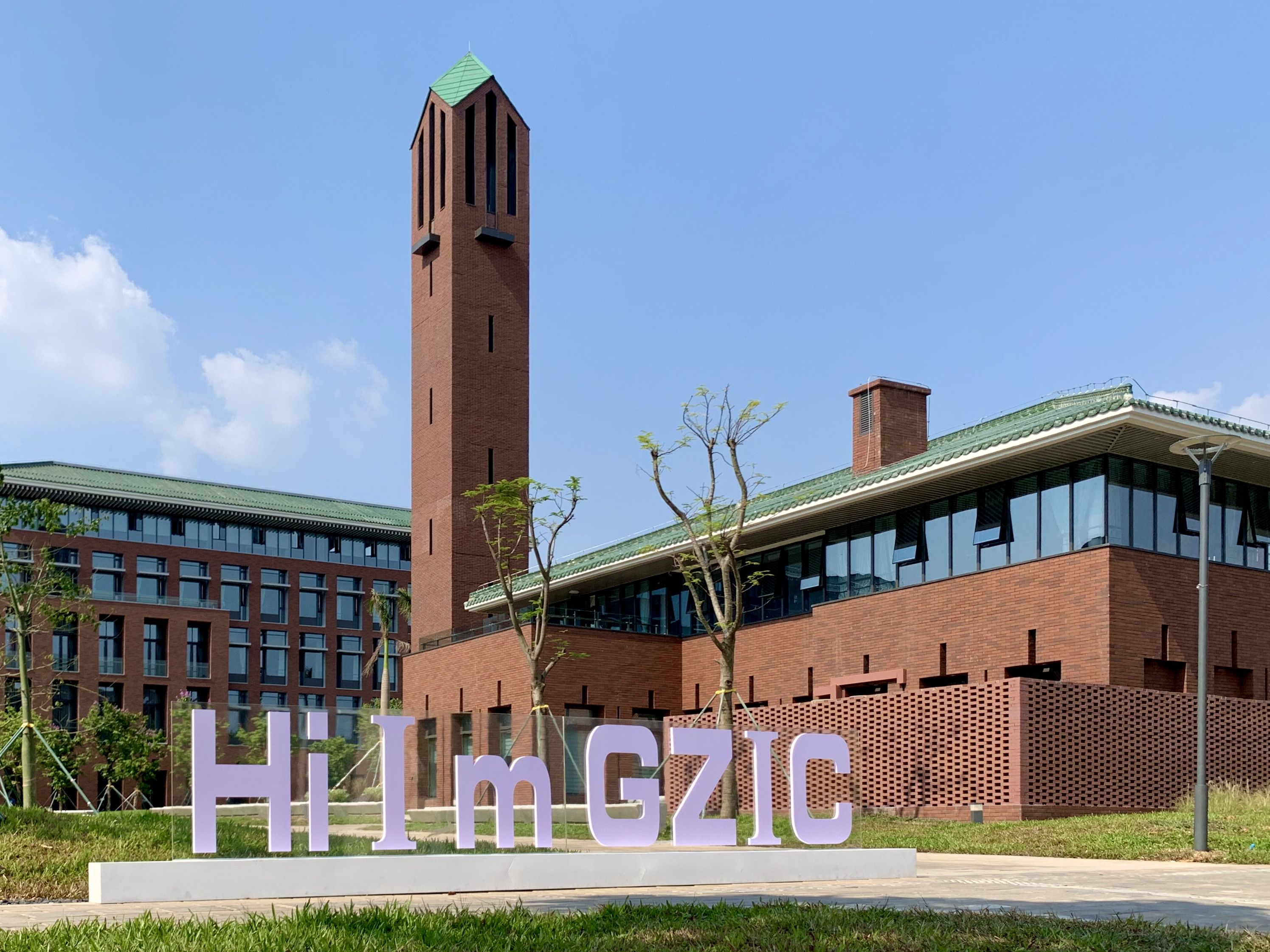
广州国际校区D2区

广州国际校区是华工于2017年新设的校区，位于番禺区南村镇广州国际创新城，占地110.59公顷。该校区于2018年5月启动建设，首期校园已于2019年完工并交付使用，2023年全面交付使用。
广州国际校区由华工建筑设计研究院院长倪阳主持设计，整个校园被流经校内的河流分为北岸的学生成长社区和南岸的教学科研区，继承了五山校区景观脉络的东西向带状水系，同时采用街区式的建筑布局模式，是中国大陆首个采用街区式布局的大学校园。在校园建筑上，一期工程中有超过30%的建筑面积为装配式建筑，是广州装配式建筑面积最大且全部达到A级装配式评价标准的建筑群，被广东省住房和城乡建设厅评为广东省首批装配式建筑示范项目。
该校区是华工首个实行本科生书院制的校区，也是中国大陆首个由学校、中央部委、省级政府和市级政府共建的大学校区；同时采用“中方为主，国际协同”的在地国际化办学机制，已与国外多所高等院校达成了合作协议。该校区主要为发展新兴前沿交叉学科的学院，包括已有的生物医学科学与工程学院、吴贤铭智能工程学院、前沿软物质学院、微电子学院、未来技术学院、海洋科学与工程学院和集成电路学院，以及规划中的量子与光通讯工程学院、生态与环境学院、智慧城市学院和智能电网与新能源学院。

## 文化

### 校徽
- 正六边形的老校徽
- 2006年7月-2022年11月使用的校徽

老校徽于40周年校庆前夕启用，由建筑系教师王加强设计。该版校徽采用正六边形样式，用蓝、白、金三种颜色勾画出华工英文缩写“S、C、U、T”，但由于其没有中文，且图案设计抽象，该版校徽的辨识度不高。
新校徽于2006年7月6日启用，由两个同心圆组成，以蓝色为主基调。外圆为中英文校名；内圆上方是广州市市花木棉花，下方是学校标志建筑、原中大南门牌坊；内外圆之间的“1934”表明华工最早的五山校区（中大石牌校园）于1934年启用。2022年11月16日，学校将校徽中的“1934”变更为广东省立第一甲种工业学校的成立年份“1918”。

### 校风校训

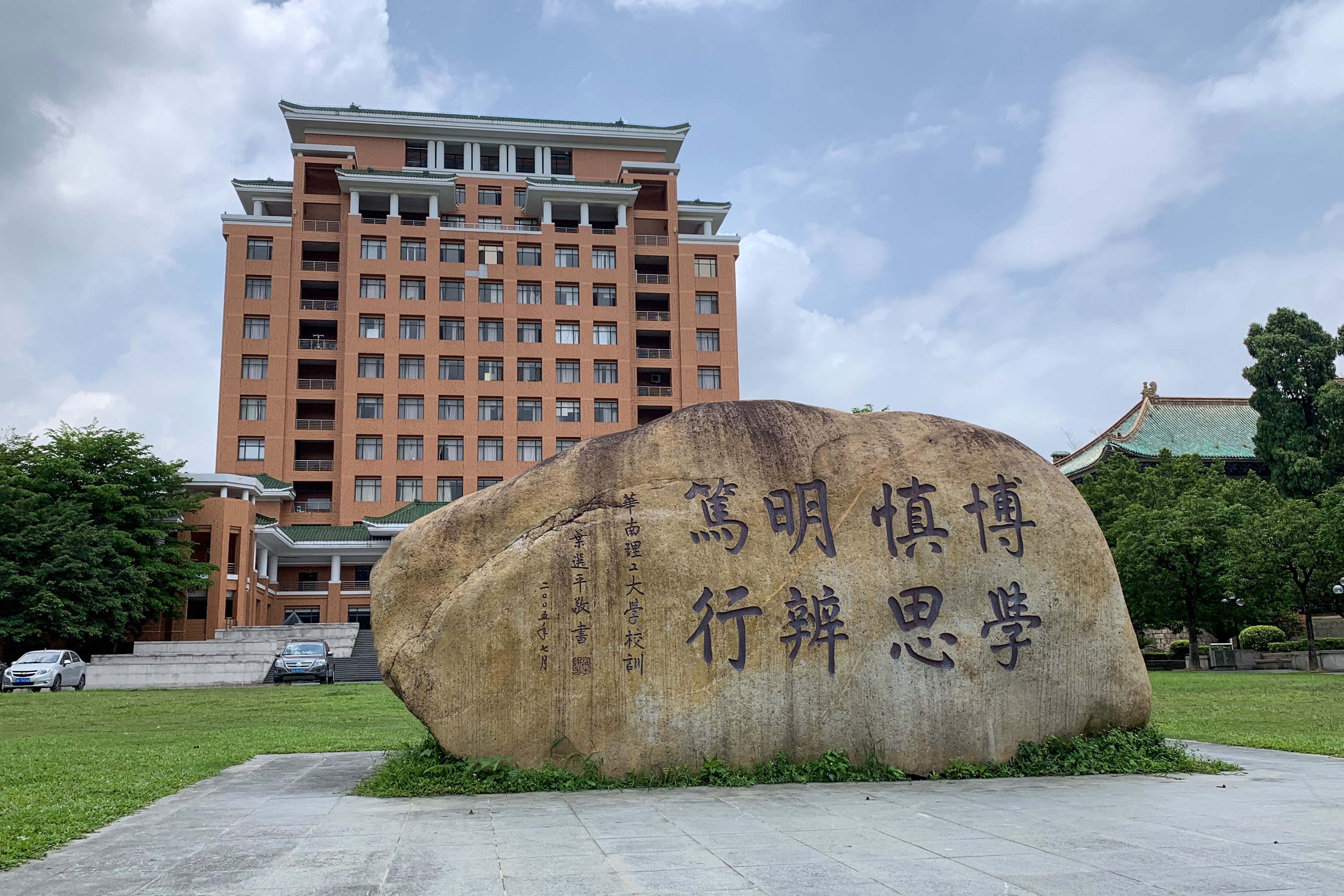
新校训石，石上校训由叶选平题写

在早期，华工并未以明文规定的形式确定校训，许多时候校训常以校风为表现形式。1961年校第五次党员大会提出了树立“力争上游，艰苦奋斗；实事求是，好学深思；民主团结，严肃活泼；谦虚谨慎，戒骄戒躁”的校风；文革时期至1982年以延安抗大校训“团结、紧张、严肃、活泼”作为校风。1987年校第十一次党代会提出“团结、勤奋、求实、创新”的学风和校风，随后被定为为师生员工的行为规范；但被指过于平淡、缺少特色，且与66所学校的校训相同。新校训“博学慎思 明辨笃行”于2006年7月6日与新校徽同步启用，源自《礼记·中庸》中的“博学之，审问之，慎思之，明辨之，笃行之”。2012年11月，华工再将“厚德尚学 务实创新 自强不息 追求卓越”定为精神表述语。

### 校歌
华工曾在1956年、1979年、1998年、2005年和2007年5次开展校歌征集工作，但均未能成事。2008年，学校开始以2007年创作的《华南理工大学之歌》及其修改意见为基础，开始更广泛的校歌征集工作，并最终在2011年2月公布由集体作词、艺术学院梁军作曲的《华南理工大学之歌》，成为学校组建近60年来正式公布的第一首校歌。

### 校园活动

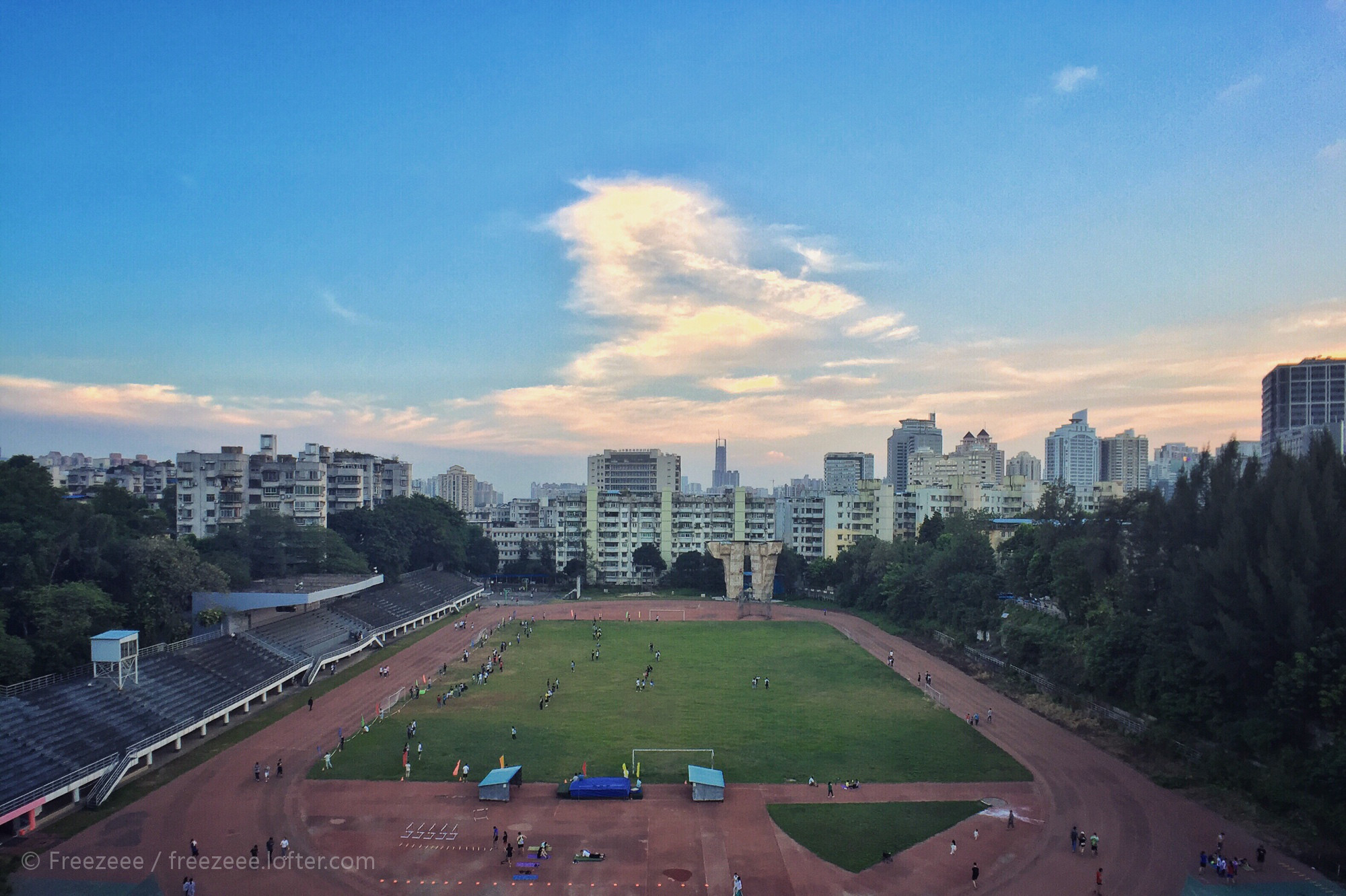
五山校区东区运动场

华工有丰富的课外活动及社团组织。建校初期，学校各班内就建立了各种文体活动小组。1959年，学校开始组建优秀运动员集训班。1962年后，学校成立了各类文工团，当时参与文工团活动的人数，以及乐器和演出设备，除专业学校外，均位列广州地区各高校前列。首批13个学生社团和14个校级运动代表队在1983年开始陆续成立，学校亦开始组织勤工俭学活动:51,121,122,247。进入21世纪，学校的“Fresh环保协会”和轮滑协会曾分别获评“全国百佳学生社团”和“全国百佳体育公益社团”。截至2020年8月，华工共拥有学术、文体、社会服务三大类的126个学生社团，社团成员1万余名。在学生活动上，华工的科技、社团、公益等各类文化节，以及“世纪木棉”学术系列讲座、“华音初上”校园歌手大赛等在校内外拥有一定知名度的活动。此外，华工学生还多次在全国大学生机器人大赛、红点设计概念大赛、美國大學生數學建模競賽、全国学生运动会等活动中获得不错的成绩。

## 校友
根据《华南理工大学章程》第七十八条，校友是指在华南理工大学及前身院校学习或工作过的人员，以及被学校授予荣誉博士学位和荣誉职衔的各界人士。

### 毕业生
建校以来，华工共培养高等教育各类学生57万余人，其中较知名的有中国科学院、中国工程院院士莫伯治、容柏生、姜中宏、党鸿辛、张佑启、孟执中、何镜堂、唐本忠，第十届全国人大常委会副委员长成思危，致公党中央副主席、中国侨联主席李卓彬，广东省副省长许瑞生，空军总装备部原部长魏钢，香港互太纺织公司董事局永远荣誉主席蔡建中，中国国际海运集装箱股份有限公司总裁麦伯良，以及知名企业家李东生、黄宏生、张志东、陈伟荣、胡秋生等。学校被誉为“工程师的摇篮”；因学生中盛产企业家，又被誉为“华南企业家的摇篮”。近年来更因在新能源汽车产业中涌现出大量杰出企业，因此学校亦被称为“新能源汽车界黄埔军校”。

### 历任校长
| 学校名称                                                                                              | 学校名称                | 任职时间              | 任职时间              | 姓名         | 姓名                 | 职务       | 职务           |
| --- | ----------------------- | --------------------- | --------------------- | ------------ | -------------------- | ---------- | -------------- |
| 华南工学院                                                                                            | 华南工学院              | 1952年10月-1955年4月  | 1952年10月-1955年4月  | 罗明燏       | 罗明燏               | 筹委会主任 | 筹委会主任     |
| 华南工学院                                                                                            | 华南工学院              | 1955年4月-1958年9月   | 1955年4月-1958年9月   | 罗明燏       | 罗明燏               | 院长       | 院长           |
| 1958年8月，学校分为华南工学院和华南化工学院。                                                         |                         |                       |                       |              |                      |            |                |
| 学校名称                                                                                              | 任职时间                | 姓名                  | 职务                  | 学校名称     | 任职时间             | 姓名       | 职务           |
| 华南工学院                                                                                            | 1958年9月-1962年8月     | 罗明燏                | 院长                  | 华南化工学院 | 1958年6月-1959年6月  | 罗雄才     | 筹委会主任委员 |
| 华南工学院                                                                                            | 1958年9月-1962年8月     | 罗明燏                | 院长                  | 华南化工学院 | 1959年6月-1962年8月  | 罗雄才     | 院长           |
| 1962年8月，华南工学院和华南化工学院重新合并为华南工学院。                                             |                         |                       |                       |              |                      |            |                |
| 学校名称                                                                                              | 学校名称                | 任职时间              | 任职时间              | 姓名         | 姓名                 | 职务       | 职务           |
| 华南工学院                                                                                            | 华南工学院              | 1962年8月-1968年4月   | 1962年8月-1968年4月   | 罗明燏       | 罗明燏               | 院长       | 院长           |
| 华南工学院                                                                                            | 华南工学院              | 1968年4月-1970年10月  | 1968年4月-1970年10月  | 汪砺锋       | 汪砺锋               | 革委会主任 | 革委会主任     |
| 1970年11月，华南工学院再度分为广东工学院和广东化工学院。                                              |                         |                       |                       |              |                      |            |                |
| 学校名称                                                                                              | 任职时间                | 姓名                  | 职务                  | 学校名称     | 任职时间             | 姓名       | 职务           |
| 广东工学院                                                                                            | 1970年10月-1972年2月    | 汪砺锋                | 革委会主任            | 广东化工学院 | 1970年12月-1973年5月 | 赵鸣       | 革委会主任     |
| 广东工学院                                                                                            | 1972年2月-1976年1月     | 朱劭天                | 革委会主任            | 广东化工学院 | 1970年12月-1973年5月 | 赵鸣       | 革委会主任     |
| 广东工学院                                                                                            | 1972年2月-1976年1月     | 朱劭天                | 革委会主任            | 广东化工学院 | 1974年4月-1978年5月  | 张进       | 革委会主任     |
| 广东工学院→华南工学院                                                                                 | 1976年1月-1978年5月     | 陈彬                  | 革委会主任            | 广东化工学院 | 1974年4月-1978年5月  | 张进       | 革委会主任     |
| 1978年6月，两校再度合并为华南工学院。 1978年6月-1979年2月两院筹备合并期间，共有16人为学院临时负责人。 |                         |                       |                       |              |                      |            |                |
| 学校名称                                                                                              | 学校名称                | 任职时间              | 任职时间              | 姓名         | 姓名                 | 职务       | 职务           |
| 华南工学院                                                                                            | 华南工学院              | 1979年2月-1982年2月   | 1979年2月-1982年2月   | 张进         | 张进                 | 院长       | 院长           |
| 华南工学院→华南理工大学                                                                               | 华南工学院→华南理工大学 | 1982年2月-1991年11月  | 1982年2月-1991年11月  | 刘振群       | 刘振群               | 院长→校长  | 院长→校长      |
| 华南理工大学                                                                                          | 华南理工大学            | 1991年11月-1995年4月  | 1991年11月-1995年4月  | 刘正义       | 刘正义               | 校长       | 校长           |
| 华南理工大学                                                                                          | 华南理工大学            | 1995年4月-2003年9月   | 1995年4月-2003年9月   | 刘焕彬       | 刘焕彬               | 校长       | 校长           |
| 华南理工大学                                                                                          | 华南理工大学            | 2003年9月-2011年12月  | 2003年9月-2011年12月  | 李元元       | 李元元               | 校长       | 校长           |
| 华南理工大学                                                                                          | 华南理工大学            | 2011年12月-2018年10月 | 2011年12月-2018年10月 | 王迎军       | 王迎军               | 校长       | 校长           |
| 华南理工大学                                                                                          | 华南理工大学            | 2018年10月-2022年8月  | 2018年10月-2022年8月  | 高松         | 高松                 | 校长       | 校长           |
| 华南理工大学                                                                                          | 华南理工大学            | 2022年8月-2024年8月   | 2022年8月-2024年8月   | 张立群       | 张立群               | 校长       | 校长           |
| 华南理工大学                                                                                          | 华南理工大学            | 2024年8月至今         | 2024年8月至今         | 唐洪武       | 唐洪武               | 校长       | 校长           |